# ANDOS
ANDOS је руски оперативни систем за рачунаре серије Electronika BK: BK-0010, BK-0011 и BK-0011M. Засновани су на PDP-11 архитектури компаније Digital Equipment Corporation. ANDOS је створен 1990. године, а први пут објављен 1992. године. У почетку га је развио Алексеј Надежин (по чијем имену је систем назван), а касније и Сергеј Камнев, који се придружио пројекту. То је био једини раширени систем на рачунарима серије BK који је користио формат датотека компатибилан са MS-DOS-ом. ANDOS је користио систем датотека FAT12 на флопи дисковима од 800 килобајта. За Electronika BK-0011M и BK-0011, ANDOS је могао опонашати BK-0010 учитавањем BK-0010 ROM-a у BK-0011(M) RAM. У минималној конфигурацији, систем би могао заузети мање од 4 килобајта RAM-а.
Систем је могао да подржи до 64 диска (или партиције) и РАМ дискове у меморији рачунара и касета. Могао је да има и приступ само за читање дисковима у формату MicroDOS система датотека, мада је у последњој верзији ова функција пребачена из системског језгра у менаџер датотека и постала опциона.